# Antigua y Barbuda en los Juegos Olímpicos de Londres 2012
Antigua y Barbuda estuvo representada en los Juegos Olímpicos de Londres 2012 por cuatro deportistas, dos hombres y dos mujeres, que compitieron en dos deportes.
El portador de la bandera en la ceremonia de apertura fue el atleta Daniel Bailey. El equipo olímpico antiguano no obtuvo ninguna medalla en estos Juegos.